# 真薯

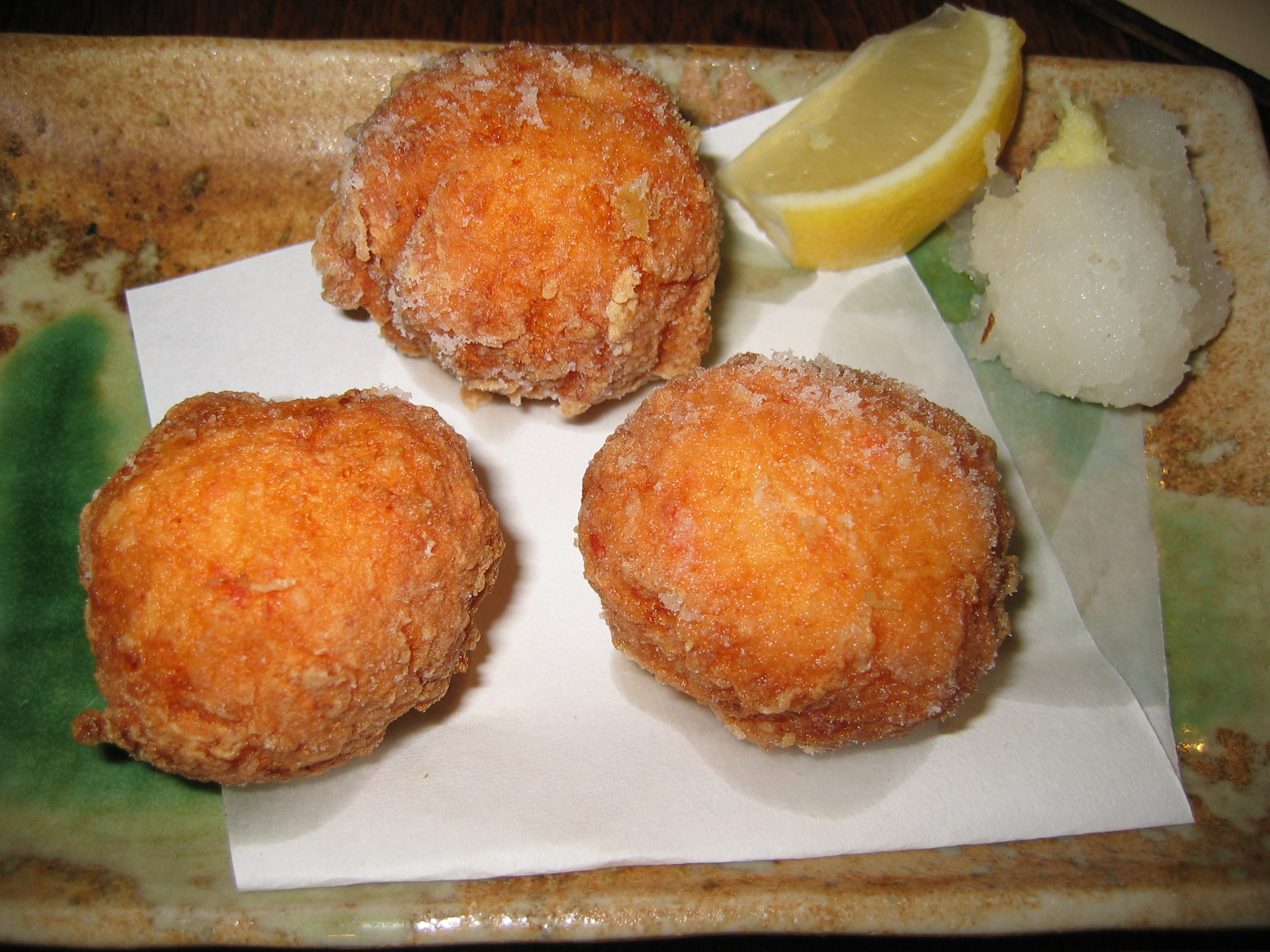
えび真薯揚げ

真薯（しんじょ）とは日本料理の一つ。「糝薯」「真蒸」「真丈」「新丈」といった表記もされ、「しんじょう」と呼ばれる場合もあるが、「しんじょう」は一般的な辞書には登録されていない。

## 概要
エビ、カニ、魚の白身などをすりつぶしたものに、山芋や卵白、だし汁などを加えて味をつけ、蒸したり、ゆでたり、揚げたりして調理したもの。お吸い物やおでんの具にしたり、直接薬味をつけて食べたりする。エビを使ったものをエビ真薯、カニを使ったものをカニ真薯という風に呼ぶ。他に、鶏肉や鶉肉などを使ったものもある。
八百善の4代目当主、栗山善四郎によって著された江戸料理の献立集、『料理通』（1822年）によれば玉子（たまご）の白みだけを加えたものをかまぼこ、薯蕷（やまのいも）を加えて練ったものを真薯というとされている。似たものにはんぺんがあるが、これは磨った白身魚におろした山芋を加えて練ったもので、主に関東で食されていたものである。

## 注
1. ↑  栗山善四郎 (1822年). “料理通 蒲ぼこ”.  早稲田大学図書館. 2014年9月17日閲覧。
2. ↑  栗山善四郎 (1822年). “料理通 志んぢょ”.   早稲田大学図書館. 2014年9月17日閲覧。